# Winniki (miasto)
Winniki (ukr. Винники) – miasto na Ukrainie, w obwodzie lwowskim. Winniki są oddalone ok. 10 km od ścisłego centrum Lwowa (ok. 5 km od jego granicy). Miastem partnerskim jest Trzebnica. 18 099 mieszkańców (2020), dla porównania w 2001 było ich 12 917.

## Historia
Prawo magdeburskie miasto otrzymało w 1603. W XVIII wieku w opisie do mapy Miega wspomniano o istnieniu w Winnikach murowanego zamku.
W II Rzeczypospolitej miasto w powiecie lwowskim województwa lwowskiego. W 1925 r. populacja miasta liczyła ok. 5 tys. mieszkańców. Wśród obywateli było 3300 Polaków, 2150 Ukraińców, 350 Żydów oraz 200 Niemców.
Winniki funkcjonowały jako gmina miejska od 1 stycznia 1924, lecz status miasta otrzymały dopiero 20 października 1933, po powiększeniu ich o Weinbergen  1 kwietnia 1933.
Podczas obrony Lwowa podczas Wojny obronnej 1939 roku w Winnikach 22 września przyjęto protokół o przekazaniu miasta Lwowa Armii Czerwonej podpisany przez kombryga Kuroczkina, kombryga Jakowlewa, płk Diedowa, płk Fotczenkowa i komisarza pułkowego Makarowa, a ze strony Wojska Polskiego gen. Władysława Langnera i płk dypl. Bronisława Rakowskiego.
Po ataku Niemiec na ZSRR i zajęciu Winników przez Wehrmacht, doszło tu do pogromu Żydów, podczas którego Ukraińcy rabowali mienie i zabili kilka osób; w pogromie brali też udział niemieccy żołnierze. Kilka tygodni później żydowskich mężczyzn z Winnik zabrano do Piasków i tam rozstrzelano. Żydowskie kobiety z dziećmi zabito w 1942 roku, prawdopodobnie także w Piaskach. W latach 1941–1943 istniał w Winnikach obóz pracy, którego żydowscy więźniowie pracowali m.in. przy robotach drogowych. W lipcu 1943 Niemcy obóz zlikwidowali mordując więźniów. W 2020 roku Instytut Jad Waszem uhonorował Polaka Romana Wałęgę tytułem Sprawiedliwego wśród Narodów Świata za uratowanie z obozu Sigmunda Halperna. Niemieckie małżeństwo Vinzenz i Olga Paulowie (mieszkańcy Winników od okresu przedwojennego) ukrywali cztery Żydówki (w 1994 roku uznani za Sprawiedliwych wśród Narodów Świata).
W latach 1941–1944 nacjonaliści ukraińscy z OUN-UPA zamordowali w Winnikach 29 Polaków.
W latach 1940–1941 i 1944–1959 siedziba rejonu winnikowskiego.

## Zabytki
- Kościół Wniebowzięcia Najświętszej Marii Panny z XVIII wieku
- Cmentarz Winnikowski
- Cerkiew klasycystyczna z 1842 roku
- Cerkiew greckokatolicka pw. św. Jana Baptysty z 1936 r. – dawna kircha ewangelicka społeczności niemieckiej
- Willa przy ul. Halickiej 11
- Synagoga
- Cmentarz niemiecki

## Sport
W czasach II RP w mieście istniał klub piłkarski Zorza Winniki.

## Ludzie związani z Winnikami
- Ireneusz Branowski (1892–1936) – major piechoty Wojska Polskiego,
- Józef Florko (1915–1945) – polski duchowny katolicki, Sługa Boży Kościoła katolickiego,
- Antoni Laub (1792–1843) – polski malarz miniaturzysta, litograf,
- Robert Reyman (1875–1944) – generał brygady Wojska Polskiego,
- Jerzy Rosołowicz (1928–1982) – polski malarz i teoretyk,
- Franciszka Wierzbicka (1897–1970) – polska malarka, siostra zakonna